# Trophée de la ville de Loano
Le Trophée de la ville de Loano (en italien : Trofeo Città di Loano) est une course cycliste italienne disputée à Loano, en Ligurie. Durant son existence, elle fait partie du calendrier international junior de l'UCI, en catégorie 1.1J.
En 2003 et 2004, l'épreuve est réservée aux coureurs de catégorie allievi (moins de 17 ans). L'édition 2019 est annulée.

## Palmarès partiel
| Année     | Vainqueur            | Deuxième           | Troisième          |   |
| --------- | -------------------- | ------------------ | ------------------ | - |
| 1967      | Matteo Cravero       | Bruno Vaschetto    | Bonetto            |   |
| 1968      | ?                    | ?                  | ?                  | ? |
| 1969      | Alberto Danelli      |                    |                    |   |
| 1970-1981 | ?                    | ?                  | ?                  | ? |
| 1982      | Gianni Bugno         |                    |                    |   |
| 1983      | ?                    | ?                  | ?                  | ? |
| 1984      | Michele Mara         |                    |                    |   |
| 1985-1987 | ?                    | ?                  | ?                  | ? |
| 1988      | Andrea Peron         |                    |                    |   |
| 1989      | Andrea Peron         |                    |                    |   |
| 1990-1995 | ?                    | ?                  | ?                  | ? |
| 1996      | Andrea Marcon        | Eduard Kivishev    | Nikolai Popov      |   |
| 1997      | Eduard Kivishev      |                    |                    |   |
| 1998      | Gaetano Del Prete    | Marco Osella       | Ruslan Gryschenko  |   |
| 1999      | Marco Osella         | Ruslan Gryschenko  | Matteo Gregianin   |   |
| 2000      | Aristide Ratti       | Domenico Pozzovivo | Emiliano Lombardi  |   |
| 2001      | Mario Colombo        | Erik Bochicchio    | Marco Marengo      |   |
| 2002      | Massimiliano Caccin  | Andrea Seghezzi    | Pierluigi Senor    |   |
| 2003      | Luca Barla           |                    |                    |   |
| 2004      | Matteo Belli         |                    |                    |   |
| 2005      | Damiano Rossi        |                    |                    |   |
| 2006      | Daniele Ratto        | Mirko Puccioni     | Adriano Malori     |   |
| 2007      | Diego Ulissi         | Davide Appollonio  | Omar Lombardi      |   |
| 2008      | Innocenzo Di Lorenzo | Enrico Barbin      | Alessandro Pettiti |   |
| 2009      | Luca Wackermann      | Jimmy Raibaud      | Emanuele Favero    |   |
| 2010      | Michele Viola        | Andrea Manfredi    | Mikhail Akimov     |   |
| 2011      | Alberto Tocchella    | Fausto Masnada     | Andrea Garosio     |   |
| 2012      | Umberto Orsini       | Giacomo Peroni     | Oliviero Troia     |   |
| 2013      | Simone Velasco       | Daniel Rupiani     | Nicola Bagioli     |   |
| 2014      | pas de course        | pas de course      | pas de course      |   |
| 2015      | Michel Piccot        | Daniel Savini      | Matteo Sobrero     |   |
| 2016      | Andrea Bagioli       | Mattia Bevilacqua  | Alessandro Monaco  |   |
| 2017      | Jérémy Montauban     | Luca Rastelli      | Paul Lefaure       |   |
| 2018      | Karel Vacek          | Antonio Tiberi     | Martin Marcellusi  |   |
| 2019      | annulé               | annulé             | annulé             |   |